# Dị biến
Dị biến (tiếng Anh: The Anomaly) là một bộ phim khoa học viễn tưởng hành động giật gân của Anh 2014 do Noel Clarke đồng đạo diễn, sản xuất và đóng chính cùng Ian Somerhalder và Luke Hemsworth.